# Claude Jules Grenier

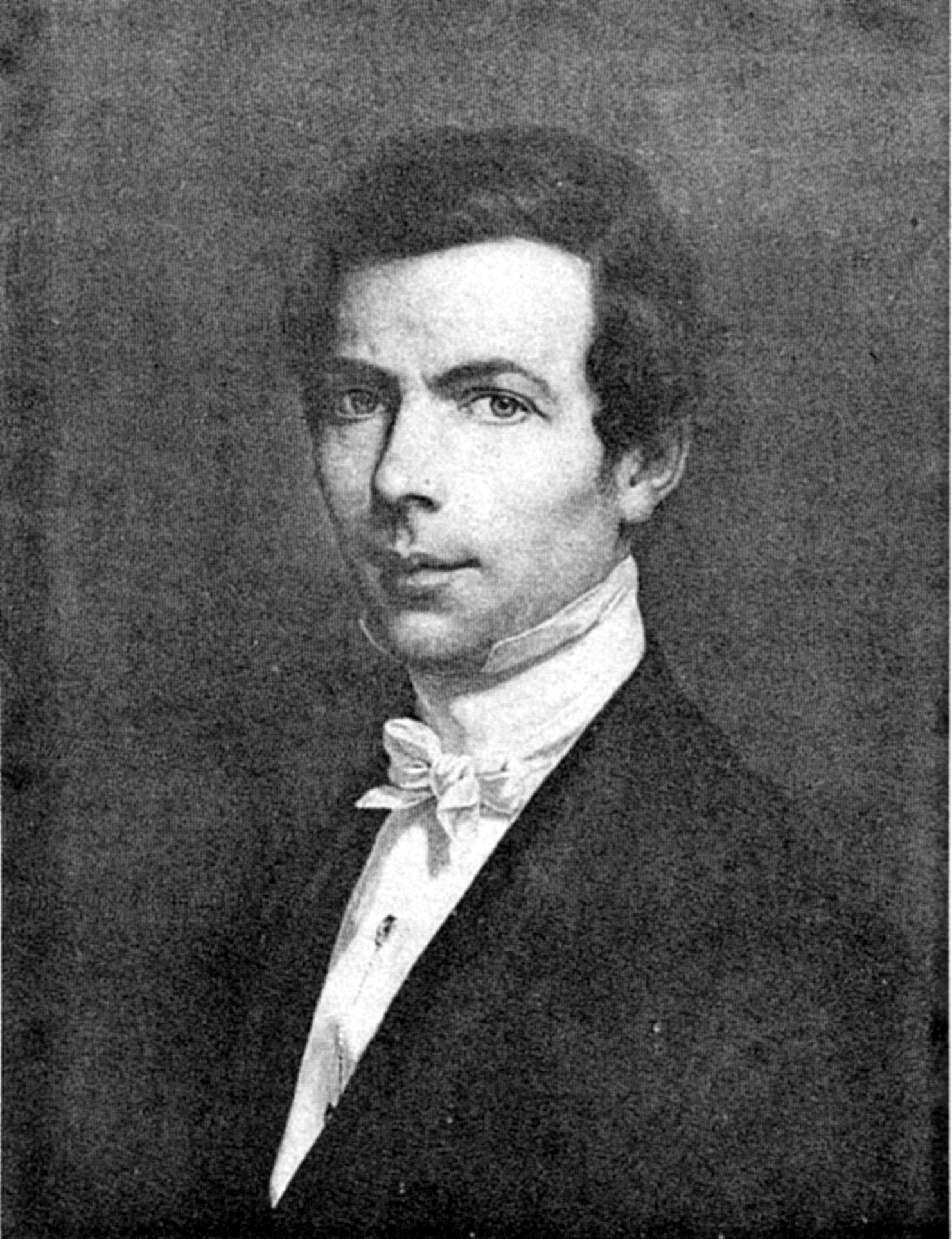
Claude-Jules Grenier: Aristide Cavaillé-Coll im Alter von 25 Jahren, Gemälde, 1836

Claude Jules Grenier (* 14. Juli 1817 in Baume-les-Dames; † 5. März 1883 in Paris) war ein französischer Landschafts- und Stilllebenmaler. Er war der Bruder des Dichters Édouard Grenier.

## Leben
Claude Grenier wurde 1817 in Baume-les-Dames im Département Doubs geboren. Er studierte zunächst an der École de dessin Besançon bei Antoine Borel, Auguste Charpentier und Charles Antoine Flajoulot, ab 1838 an der EcBA Paris bei François Edouard Picot. Es schlossen sich ab 1841 Studien bei Alexandre-Gabriel Decamps und Eugène Delacroix an. Nach deren Ende arbeitete er in Barbizon unter anderen mit Narcisso Virgilio Díaz de la Peña, Louis Français und Constant Troyon zusammen. In jene Zeit datiert auch der Beginn der Freundschaften zu den Malern Delacroix, Ary Scheffer, Paul-Marc-Joseph Chenavard, Charles Gleyre, Eugène Fromentin und Camille Corot und den Schriftstellern Prosper Mérimée, George Sand, Théophile Gautier und Emile Augier.
Im Jahr 1844 begann eine längere Reise Greniers, die ihn zuerst in die Niederlande, dann nach Deutschland, in die Pyrenäen (1846), nach England (1849) und nach Italien (1852/1853) führte. Grenier starb 1883 in Paris. Der Großteil seines Werkes ging an seinen Bruder, den Dichter Édouard Grenier, und die Stadt Besançon über. 1884 wurde in Paris eine Ausstellung seiner verbliebenen Werke organisiert.
Das Werk Greniers umfasst größtenteils Landschaftsdarstellungen (Ölskizzen, Pastelle, Sepia- und Bleistiftzeichnungen), vor allem der Franche-Comté, der Region Paris und der Länder seiner Reise ab 1844.